# Parque Xochipilli
El Parque Xochipilli  es un parque que está ubicado en la ciudad de Monclova, Coahuila. Está formado por dos parques ubicados al margen del Río Monclova, que entre ambos suman más 48 hectáreas de áreas verdes, lo que lo vuelve el parque más grande de todo el estado de Coahuila.
Se encuentra abierto todo el año, de martes a domingo en horarios de 6:30 AM a 6:30 PM para la temporada invernal y 6:00 AM a 8:00 PM en temporada de verano.

## Ubicación
Ambos parques están ubicados cerca del centro de la ciudad de Monclova, en la Avenida Adolfo López Mateos #50 en Monclova, México

## Historia
Formado a iniciativa de los esposos Pape, éste parque ofrece espacios naturales, culturales y recreativos para la convivencia familiar.
El primer sector del parque fue inaugurado el 4 de abril de 1988 por Gerardo Benavides Luna y su esposa Amparo Pape de Benavides, contando con la participación del entonces Gobernador del Estado el Lic. Eliseo Mendoza Berrueto.
Este primer sector cuenta con 20 hectáreas de jardines, instalaciones deportivas, juegos infantiles, áreas de descanso, un lago artificial, teatro al aire libre y una gran variedad de plantas y árboles.
El sector II, fundado el 4 de abril de 1999, tiene una extensión de 28 hectáreas con áreas de descanso, deportivas, juegos infantiles, pista para caminar y trotar, un lago, tirolesa, pared para escalar y jardines.
El Parque Xochipilli, en sus dos sectores, es único en su tipo a nivel nacional. Además es el parque con más hectáreas verdes en el estado de Coahuila.